# Radio Club Paraguayo
Der Radio Club Paraguayo (RCP), deutsch „Paraguayischer Amateurfunkverband“, ist die nationale Vereinigung der Funkamateure in Paraguay.
Der RCP wurde am 9. März 1948 in der paraguayischen Hauptstadt Asunción gegründet. Er verfügt über ein eigenes QSL-Kartenbüro und vergibt eine Reihe von unterschiedlichen Amateurfunkdiplomen.
Der RCP ist Mitglied in der International Amateur Radio Union (IARU Region 2), der internationalen Vereinigung von Amateurfunkverbänden, und vertritt dort die Interessen der Funkamateure des Landes.